# Karl Hardman
Karl Hardman (22 martie 1927 - 22 septembrie 2007) a fost un producător de film și actor de origine americană. A produs filmul Noaptea morților vii în care a jucat rolul lui Harry Cooper. A mai apărut și în Santa Claws (1996) în rolul lui Bruce Brunswick. S-a născut în Pittsburgh, Pennsylvania.
1. 1 2  „Karl Hardman”, Gemeinsame Normdatei, accesat în 6 mai 2014
2. ↑  Karl Hardman, Autoritatea BnF
3. ↑   http://www.thehorrorblog.com/2007/09/24/karl-hardman-schon-1927-2007/ Lipsește sau este vid: |title= (ajutor)
4. ↑  www.acmi.net.au
5. ↑  IdRef, accesat în 3 mai 2020